# Voort
Voort est une section de la ville belge de Tongres-Looz située en Région flamande dans la province de Limbourg. C'était une commune à part entière avant la fusion des communes de 1977.
Le village est situé en Hesbaye (Haspengouw en néerlandais).

## Démographie

### Évolution démographique
- Sources : INS, Rem. : 1831 jusqu'en 1970 = recensements, 1976 = nombre d'habitants au 31 décembre[2].

## Patrimoine
Le château de Voort, qui fut la dernière demeure de Victor de Tornaco, comprend un parc et des étangs.